# 大江站 (京都府)

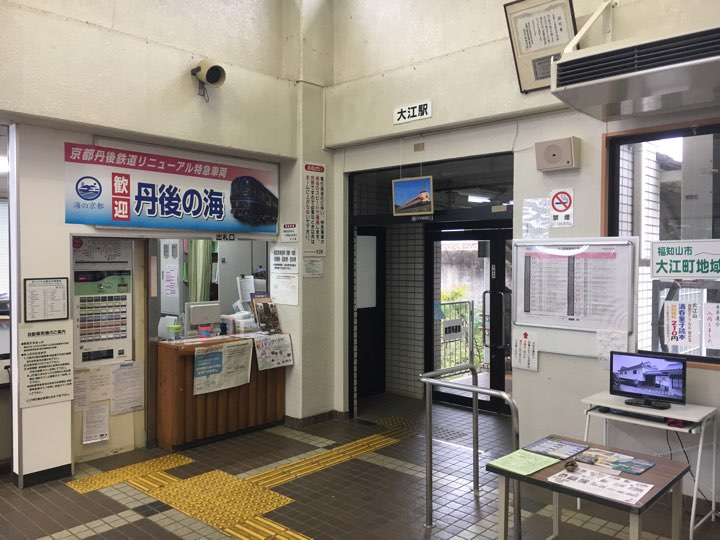
驗票口(2017年4月)

大江站（日语：／ Ōe eki */?）是位於京都府福知山市大江町河守409番2號，WILLER TRAINS（京都丹後鐵道）的宮福線車站。車站編號為F7。福知山市鐵道使用增進協議會定此站的愛稱為「酒呑童子站」，該愛稱取自大江山的鬼退治傳説中登場的鬼酒吞童子。

## 歷史
在1970年代前，於宮福線車站西邊100米處曾經設有北丹鐵道的終點站——河守站（1971年暫停營運，1974年廢除）。
- 1988年（昭和63年）7月16日 - 宮福鐵道（現時：北近畿丹後鐵道）宮福線開通，此站啟用[1]。
- 2015年（平成27年）4月1日 - 由WILLER TRAINS接管車站，成為京都丹後鐵道宮福線車站。

## 車站構造
本站是地面車站，設有1面2線島式月台，可進行列車交會。月台建設在路堤上。月台上設有候車室。此站在宮福線中間車站中，為唯一有人車站。櫃臺業務委托大江觀光株式會社負責，為簡易委託車站。於站內設有由該公司營運的商店，售賣鬼饅頭等特產。櫃臺只於日間營業。在閘口外設有男女分開的濕廁和多用途廁所。

### 月台
| 月台 | 路線    | 上下行 | 方向             |
| ---- | ------- | ------ | ---------------- |
| 1    | ■宮福線 | 下行   | 宮津、天橋立方向 |
| 2    | ■宮福線 | 上行   | 福知山方向       |

在1996年（平成8年）3月16日進行電氣化工程時，此站路軌結構改變為一線通過，並且延長月台。1號月台為上下行副本線，2號月台為上下行本線。但是，截至2011年（平成23年）3月，所有定期旅客列車均停站，除了臨時列車，所有列車均駛入各自方向的月台。

## 使用狀況
以下為近年1日平均乘車人次列表：
| 乘車人次變化 | 乘車人次變化    |
| 年度         | 1日平均乘車人次 |
| ------------ | --------------- |
| 1999         | 148             |
| 2000         | 112             |
| 2001         | 112             |
| 2002         | 153             |
| 2003         | 139             |
| 2004         | 118             |
| 2005         | 115             |
| 2006         | 112             |
| 2007         | 104             |
| 2008         | 107             |
| 2009         | 118             |
| 2010         | 119             |
| 2011         | 114             |
| 2012         | 76              |
| 2013         | 81              |
| 2014         | 93              |
| 2015         | 117             |
| 2016         | 95              |
| 2017         | 74              |
| 2018         | 79              |

此站是位於大江町地區的中心。在宮福線所有車站中為第4多人次使用。

## 車站周邊
- 鬼瓦公園
- 福知山市商工會
- 福知山市民醫院（日语：福知山市民病院）大江分院
- 京都北都信用金庫（日语：京都北都信用金庫）大江町分店
- 福知山市政廳大江分所
- Mini Fresh（日语：さとう (京都府)）大江店（超級市場）
- 日本交通（日语：日本交通 (福知山市)）大江營業所
- 京都的士（日语：京都タクシー）舞鶴分社大江營業所

## 巴士路線
- 京都交通（舞鶴）（日语：京都交通 (舞鶴)）「大江站前」巴士站

經北有路（絁大雲之里）前往西舞鶴站前
- 福知山市營（舊・大江町營）巴士（日语：福知山市営バス）

經大江高校前站、北有路（絁大雲之里）前往大江山之家

## 相鄰車站
WILLER TRAINS（京都丹後鐵道）
宮福線
- 特急「橋立」、「丹後接力」、快速「大江山」、「丹後青松」、「通勤快車」停車站

公庄（F6）－大江（F7）－大江高校前（F8）

## 注腳
1. 1 2  曾根悟（監修）. 朝日新聞出版分冊百科編集部（編集） , 编. . 週刊朝日百科. 14号 神戸電鉄・能勢電鉄・北条鉄道・北近畿タンゴ鉄道. 朝日新聞出版. 2011-06-19: 28 （日语）.
2. ↑   (新闻稿). 福知山市. 2015-03-31  [2015-05-04]. （原始内容存档于2015-05-03） （日语）.
3. ↑  京都府統計書（〜2007年、2014年〜）
4. ↑  福知山市統計書（2008〜2013年）

## 外部連結
- 大江站 （页面存档备份，存于）（日語） - 京都丹後鐵道